# Poesía social
La poesía social, literatura comprometida o engagée, es un movimiento poético español de los años 1950 y 1960 caracterizado por las condiciones políticas y la reivindicación de la libertad.

## Momento sociopolítico
Este movimiento nace en los años 1950 en España, cuando las cicatrices de la guerra civil española (1936-1939) no se han cerrado. A resultas de aquel conflicto se instaura en el país una dictadura (1939-1977) regida por el general Francisco Franco hasta su muerte en 1975.
El franquismo se traduce en una fuerte represión sobre los vencidos en su primera década, así como un régimen aislado y replegado sobre sí mismo, ya que los aliados de Franco durante la guerra, Adolf Hitler y Benito Mussolini, fueron los derrotados en la II Guerra Mundial. Pero en la década siguiente se producirá una cierta apertura, por el acercamiento de los Estados Unidos de América dada la importancia estratégica de España. Así, tras el periodo conocido como los años perdidos (1939-1954) vendrá el fin de la autarquía, el aperturismo y el desarrollo económico.
La poesía social convive con una Ley de prensa muy restrictiva, redactada en 1938 y vigente hasta 1966, ley que permite la censura previa. Todo lo escrito ha de pasar por un censor antes de su publicación. Las reivindicaciones de libertad de los integrantes del movimiento habrán de pasar por la mesa de los funcionarios del régimen, que no dudarán en mutilar o condenar a la no publicación las obras no afectas al régimen.
La poesía social tendrá un importante peso sobre la cultura española tanto de finales del Franquismo como de la transición.

## Historia y estatus ideológico
Los integrantes de este movimiento ven la poesía como un instrumento para intentar cambiar el mundo, denunciar la realidad que les rodea y concienciar a sus lectores de la injusticia social. La poesía social busca la defensa de los débiles y desamparados.
Un precedente importantísimo fue la revista Espadaña (1944-1951), en la que publicaron nombres como César Vallejo, Pablo Neruda o Blas de Otero. Desde ella se quiso recoger la vanguardia que se había cultivado en la España de la República y años anteriores, con el exponente de la Generación del 27 y oponerse a una corriente más clasicista y afecta al régimen del general Franco.

## Integrantes del movimiento
- Miguel Hernández
- Gabriel Celaya
- Blas de Otero
- Ángela Figuera Aymerich
- Salustiano Masó
- José Hierro
- Gloria Fuertes
- Julián Andúgar
- Carlos Álvarez Cruz
- Jaime Gil de Biedma

## Características de la poesía social
- Verso libre
- Preocupación general por España.
- Denuncia de la situación.
- Se plantean problemas que afectan a la ciudadanía.
- Se centraliza más en lo épico.
- Suele utilizarse como método de denuncia, testimonio o protesta.